# Black Lives Matter
Black Lives Matter(블랙 라이브스 매터, BLM)는 아프리카계 미국인에 대한 경찰의 잔인함에 따른 사고에 대항하는 비폭력 내지 폭력적 시민불복종을 옹호하는 조직화된 움직임을 말한다. 흔히 'Black Lives Matter'로 알려진 조직은 미국과 전 세계에 30개 이상의 지부를 가진 분산된 네트워크로 존재하는 반면, 더 큰 'Black Lives Matter' 운동은 드림 디펜더스와 아사타와 같은 다양하고 분리되어 있으며 동질감 있는 자매조직들로 구성되어 있다. 더 광범위한 운동과 그 관련 단체들은 흑인 해방에 관련된 것으로 간주되는 다양한 다른 정책 변화를 옹호할 뿐만 아니라 흑인에 대한 경찰 폭력에 대해 일반적으로 반대한다.

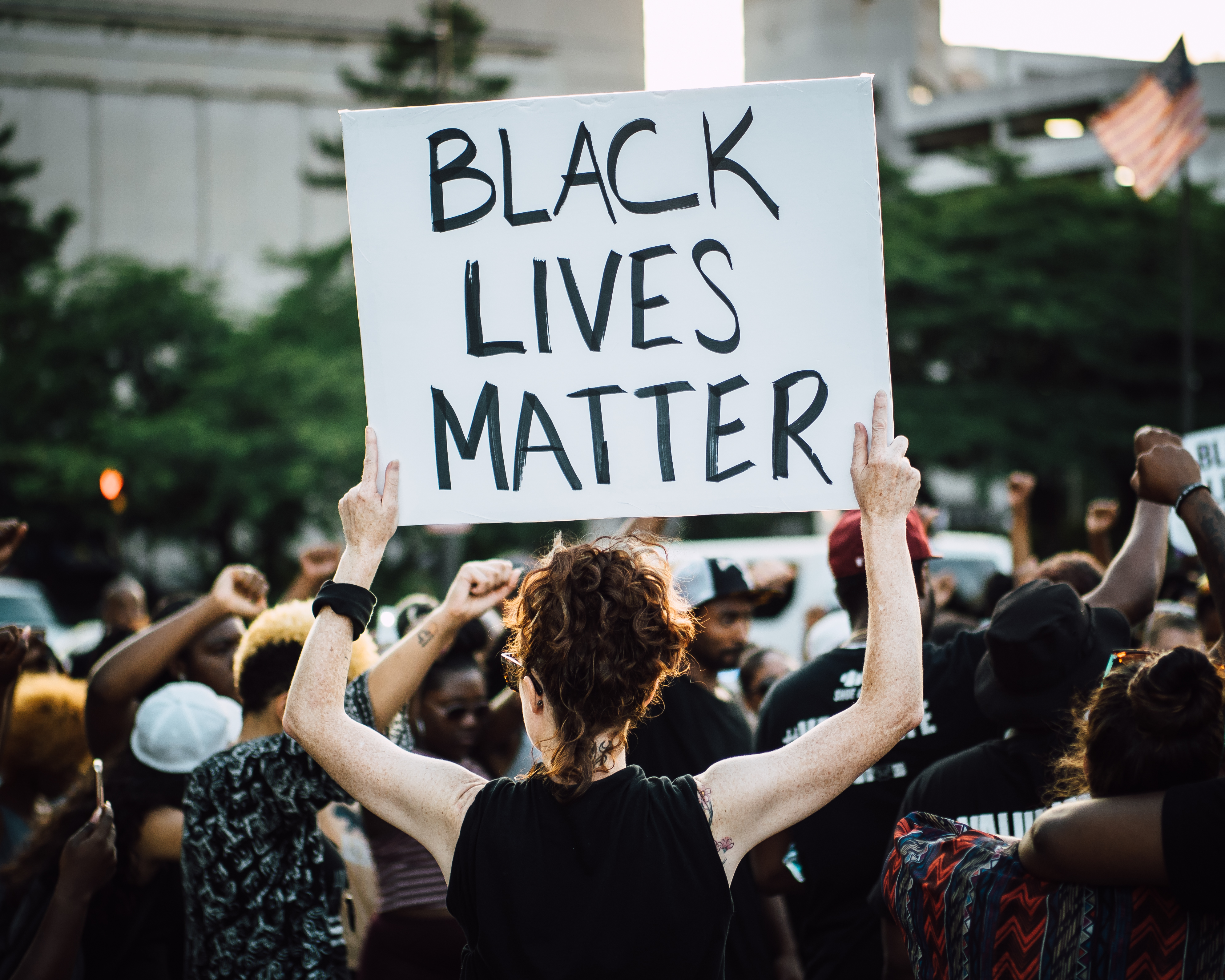
Black Lives Matter 시위

2012년 2월 흑인 10대 트레이본 마틴의 총격 사망 사건으로 조지 짐머먼이 무죄 판결을 받은 뒤, 2013년에 소셜미디어에 #Black Lives Matter를 사용하면서 이 운동이 시작됐다. 이 운동은 2014년 두 명의 아프리카계 미국인이 사망한 이후 거리 시위로 전국적으로 인정받게 되었다 : 마이클 브라운은 루이성 근처의 도시인 퍼거슨에서, 그리고 에릭 가너의 경우 뉴욕에서 항의와 분노를 야기했다. 퍼거슨 시위 이후, 그 운동의 참가자들은 경찰의 행동 또는 구치에 의해 죽었던 수많은 다른 아프리카계 미국인들에 대해 반대하는 시위를 벌였다. 2015년 여름, Black Lives Matter 활동가들은 2016년 미국 대통령 선거에 참여하게 되었다. 해시태그와 콜투액션(call to action)의 창안자인 알리시아 가르자, 패트리스 컬러스, 오팔 토메티는 2014년부터 2016년까지 30개 이상의 지역 지부가 참여하는 전국 네트워크로 프로젝트를 확장했다. 전반적인 Black Lives Matter 운동은 분산된 네트워크로, 공식적인 계층구조가 없다.
이 운동은 미네소타주 미니애폴리스에서 경찰관 데릭 초빈에 의해 사망한 플로이드의 사망 이후 2020년 전 세계 조지 플로이드 시위 동안 전국적인 헤드라인이 되어 더욱 국제적인 관심을 받았다.

## 창립

### 이전의 움직임
BLM(Black Lives Matter)은 민권 운동, 블랙 파워 운동, 1980년대 블랙 페미니스트 운동, 범아프리카주의, 반인종차별 운동, 힙합, LGBTQ 사회 운동, 월 스트리트 점령에서 영감을 얻었다고 주장한다. 몇몇 언론기관들은 BLM을 "새로운 민권 운동"이라고 언급해왔다. 그러나 일부 시위대는 교회 참여, 민주당 충성, 존중 정치 등 중산층 전통에 대한 혐오감을 드러내 알 샤프턴 등 흑인 지도부와 적극적으로 차별화하기도 한다. 정치학자 프레더릭 C. 해리스는 이런 '집단 중심 리더십 모델'이 제시 잭슨의 레인보우 푸시 연합, 샤프턴의 국가 행동 네트워크와 같은 민권 단체를 특징으로 삼았던 이전의 카리스마 리더십 모델과는 구별된다고 주장해 왔다.

### 온라인 캠페인
2013년 여름, 조지 짐머먼이 트레이본 마틴의 총격 사망에 대해 무죄 판결을 받은 후, #Black Lives Matter라는 해시태그로 운동이 시작되었다. 이 운동은 알리시아 가르자 (Alicia Garza), , 패트리스 컬러스 (Patrisse Cullors), 그리고 , 오팔 토메티 (Opal Tometi) 세 명의 흑인 단체 조직자들에 의해 공동으로 창시되었다. 이들은 지역사회 조직원을 양성하는 국가 조직인 "지도력과 존엄성을 위한 검은 조직"(BOLD, Black Organizing for Leadership and Dignity)을 통해 만났다. 그들은 짐머만의 무죄 판결 이후 흑인의 삶을 평가절하로 본 것에 대해 어떻게 대응할 것인가에 대해 의문을 품기 시작했다. Garza는 페이스북에 "흑인들에게 보내는 러브노트"라는 제목의 글을 올려 "우리의 삶, 흑인들의 삶"이라고 말했다. 컬러스(Cullors)가 대답한 "#BlackLivesMatter." 이 해시태그를 둘러싼 소셜미디어의 관심이 높아지면서 BLM이 탄생하게 되었다.

### 운동의 포괄성
Black Lives Matter는 전통적으로 흑인 자유 운동의 끄트머리에 있는 것들을 통합한다. Black Lives Matter 네트워크 웹사이트는 "경찰과 자경단에 의한 흑인의 사법적 타살을 넘어서는 독특한 기여"라고 밝히고 있다. 상호교차성을 포용하며, "Black Lives Matter는 흑인 퀴어족과 트랜스족, 장애인, 흑인 불체포자, 전과가 있는 사람들, 여성들, 그리고 모든 흑인의 삶을 성 스펙트럼에 따라 살도록 한다."고 한다. Black Lives Matter 운동의 창시자 3명은 모두 여성이며 가르자 (Garza)와 컬러스 (Cullors)는 퀴어로 확인된다. 게다가, 세계 네트워크의 창립 조직자 중 한 명인 Elle Hearns는 트랜스젠더 여성이다. 설립자들은 자신들의 배경이 Black Lives Matter의 백그라운드가 교차하는 운동이 될 수 있는 길을 닦았다고 믿는다. #Black WomenMatter, #BlackGirlsMatter, #BlackQueerLivesMatter, #BlackTransLivesMatter와 같은 여러 해시태그가 BLM 웹사이트와 소셜미디어 네트워크 수면 위로 등장했다. 조지타운 대학의 역사학과 부교수인 Marcia Chatelain은 Black Lives Matter가 "젊은 퀴어 여성들이 이 운동에 중심적인 역할을 하도록 했다"고 칭송했다.

## 구조와 조직

### 느슨한 구조
'Black Lives Matter'라는 문구는 트위터 해시태그, 슬로건, 사회운동, 인종정의를 표방하는 느슨한 연합을 의미할 수 있다. 운동으로서 Black Lives Matter는 분화되어 있으며, 지도자들은 국가적 리더십보다 지역 조직화의 중요성을 강조해 왔다. 운동가 DeRay McKesson은 이 운동이 "흑인의 생명이 중요하며 그에 따라 시간과 에너지를 바친다고 공개적으로 선언하는 모든 사람들을 포함한다"고 논평했다.

### 운영 원칙
Black Lives Matter 웹사이트에 따르면, Black Lives Matter에 들어오고 싶은 사람들이 적용해야 할 13가지 원칙이 있는데, 그 중에 다양성, 글로벌리즘, 공감, 회복적 정의, 그리고 간세대성이다.

### 더 넓은 운동
동시에, 몇몇 다른 단체와 운동가들이 참여하는 더 광범위한 운동이 "흑인 생활 문제"라는 기치 아래 등장하기도 했다. 예를 들어, BLM은 미국 및 전 세계의 흑인 사회에 대한 지속적이고 점점 더 가시적인 폭력에 대응하기 위해 설립된 흑인 생활 운동의 회원 단체다. 2015년, 조네타 엘지, 디레이 맥키슨, 브리타니 팩넷, 사무엘 신양웨는 경찰의 만행을 종식시키기 위한 정책 개혁을 촉진하기 위한 목적으로 캠페인 제로(Campaign Zero)를 시작했다. 이 캠페인은 깨진 유리창의 치안유지활동 종료, 경찰서에 대한 지역사회 감독 강화, 무력 사용에 대한 보다 엄격한 가이드라인 제정 등을 포함한 10개항의 치안개혁안을 발표했다.동

### 전략
Black Lives Matter는 원래 해시태그 행동주의를 포함한 다양한 소셜 미디어 플랫폼을 사용하여 수천 명의 사람들에게 빠르게 다가갔다. 그 이후로 Black Lives Matter는 다양한 전술을 도입하였다.
2016년 9월까지 Black Lives Matter라는 문구가 3000만 번 넘게 트윗됐고, 블랙 트위터는 BLM 운동에 국제적 관심을 가져온 공로를 인정 받았다. #BlackLivesMatter라는 해시태그를 사용한 것은 활동가들이 그들의 운동의 규모를 더 넓은 온라인 커뮤니티로 전달하고 다른 참가자들 사이에 연대하는 데 도움을 주었다.

### 지나친 권력을 행사하는 경찰
2002~2011년 법무부 통계국 연구에 따르면, 경찰과 접촉한 사람 중 '백인(1.0%)보다 흑인(2.8%)이 더 많았고, 비임계력의 위협이나 사용을 인지하는 히스패닉(1.4%)은 지나쳤다.
2019년에는 경찰관이 총기를 난사해 1001명이 숨졌다. 사망자의 절반 가량은 백인이고, 4분의 1은 흑인이었다.

### 흑인들의 움직임
```
M4BL (Movement for Black Lives)은 미국 전역의 흑인 커뮤니티의 이익을 대표하는 50개 이상의 단체로 구성된 연합이다.  회원은 Black Lives Matter 네트워크는 포함 블랙 변호사의 국가 회의 및 인권 엘라 베이커 센터와 같은 그룹에 의해 승인 변경의 색, 인종 앞으로, 브루클린 운동 센터, PolicyLink, 백만 여성 월 클리블랜드, 그리고 하나의 DC, 연합이 블랙 버드라는 이름의 조직에서 통신 및 전술 지원을 받는다.
```

George Floyd가 살해 된 후 M4BL은 BREATHE Act를 발표하여 치안을 둘러싼 입법의 전면적인 변화를 촉구했다. 정책 법안에는 지역 사회 자원과 대안적인 비상 대응 모델에 직접 경찰 활동을 중단하고 자금을 재투자하라는 요청이 포함되었다.
2015년 7월 24일 이 운동은 처음에 클리블랜드 주립 대학에서 열렸으며 1,500 ~ 2,000명의 활동가들이 모여 열린 토론과 시위에 참여했다. 오하이오주 클리블랜드에서 열린 회의는 처음에 흑인 생활을 위한 운동이 국가 차원에서 그들의 행동에 대한 책임을 법 집행 기관에 맡길 수 있는 방법을 전략화하려고 시도했다.  그러나, 회의 훨씬 더 중요한 사회적 운동의 형성 결과. 3일간의 회의가 끝나고 7월 26일 흑인 삶을 위한 운동은 1년 동안 연합 전선을 만들기 위해 지역 및 국가 단체를 소집하는 과정을 시작했다. 올해의 긴 과정은 궁극적으로 미국 전역의 흑인 공동체의 해방을 달성하기 위해 흑인 삶을 위한 운동이 지원하는 목표, 요구 및 정책을 설명하는 조직 플랫폼의 설립으로 이어졌다.
2016년 포드 재단은 6년 투자 계획으로 Movement For Black Lives에 자금을 지원할 계획을 발표하고 다른 사람들과 협력하여 Black-led Movement Fund를 설립했다.  Ford Foundation과 다른 기부자들이 단체에 기부 한 금액은 2016년 The Washington Times에 의해 1억 달러로 보고되었다. 단체에 3300만 달러의 또 다른 기부금은 Open Society Foundations에서 발행한 것으로 알려졌다.
2016년, M4BL 가라는 미국의 차별, 노예와 관련된 피해에 대한 배상을 위해 그리고 더 최근에, 특정 치료 레드 라이닝 주택, 교육 정책, 질량 감금과 식량 불안에. 또한 대규모 감시, 감금이 아닌 공공 교육에 대한 투자, 경찰의 지역 사회 통제를 중단할 것을 촉구했다. 유색 인종 지역 주민들이 경찰관을 고용 및 해고하고 소환장을 발부하고 징계 조치를 결정하고 통제권을 행사할 수 있도록 지원한다.

### 인터넷 및 소셜 미디어
2014년 미국 방언 협회는 #BlackLivesMatter를 올해의 단어로 선정했다.매거진은 2014년 세상을 바꾼 12개의 해시태그 중 하나로 #BlackLivesMatter를 꼽았다. 2013년 7월부터 2018년 5월 1일까지 '#Black Lives Matter'라는 해시태그가 하루 평균 1만7,002회씩 3000만회 이상 트윗을 했었다. 2020년 6월 10일까지 트윗은 약 4780만 회, 2016년 7월 7~17일 기간 동안 하루에 거의 50만 회에 달하는 트윗이 사용됐다. 이 기간에도 해시태그 "#Blue Lives Matter"와 "#All Lives Matter"를 사용한 트윗이 증가했다. 2020년 5월 28일, 해시태그로 트윗이 880만 건 가까이 되었고, 하루 평균 370만 건으로 늘어났다.
2016년 댈러스 경찰관 총격사건은 온라인상에서 헤스타그 #블랙리브스매터를 이용한 트윗의 39%가 반대 의사를 밝히는 등 이전보다 더 부정적인 분위기가 감지됐다. 반대에 가까운 반대가 그 집단을 폭력으로 묶었고, 많은 사람들이 그 집단이 테러리스트라고 비난하였다.
Khadijah White Rutgers 대학교 교수는 BLM이 흑인 대학생 운동의 새로운 시대를 열었다고 주장했다. 구경꾼들이 경찰 폭력의 그래픽 영상을 녹화하고 그것을 소셜 미디어에 올릴 수 있는 용이성과 자율성은 전 세계 활동주의를 주도하는 역할을 했다. 또한 해시태그 사용법은 고위 정치인들의 주목을 받았으며 때로는 이 운동을 지지하도록 부추겼다.
위키피디아에는 2020년 6월 Black Lives Matter 운동의 취재를 전담하는 위키프로젝트가 만들어졌다.

### 미디어, 음악 및 기타 문화적 영향
2013년 블랙 리브스 매터 운동이 시작된 이래 해시태그 #BlackLivesMatter로 그 운동이 영화, 노래, 텔레비전, 문학, 시각 예술에 묘사되고 기록되어 왔다. 다수의 언론이 인종적 부정과 흑사병 운동과 관련된 자료를 제공하고 있다. 출판된 책, 소설, TV 쇼는 2020년에 인기가 증가했다.마이클 잭슨의 "They Don't Care About Us"와 켄드릭 라마의 "Alright"와 같은 노래들은 시위 시위에 대한 집회 소집으로 널리 사용되어 왔다.
단편 다큐멘터리 영화 바르스4저스티스는 블랙 라이프 매터 운동과 관련된 다양한 활동가들과 음반 작가들의 짧은 출연을 특집으로 다루고 있다. 이 영화는 제24회 범아프리카 영화제의 공식 선정작이다. 《Stay Woke: The Black Lives Matter Movement》은 제시 윌리엄스가 주연한 2016년 미국 텔레비전 다큐멘터리 영화로 Black Lives Matter 운동에 관한 내용이다.
2015년 2월호 에센스 매거진과 표지는 블랙 라이프 매체에 바쳐졌다. 2015년 12월, BLM은 타임지 올해의 인물상 후보 8명 중 4위를 차지하며 경쟁자였다.

###### 2020년 6월 8일 우주에서 본 워싱턴 D.C.의 Black Lives Matter 광장
많은 도시들이 거리에 'Black Lives Matter'의 벽화를 큰 글씨로 그렸다. 그 도시들은 워싱턴 D.C., 댈러스, 덴버, 샬롯, 시애틀, 브루클린, 로스앤젤레스, 그리고 앨라배마 버밍햄을 포함한다.
2016년 5월 9일 델리쉬 모스는 미주리주 퍼거슨에서 최초의 흑인 경찰서장으로 취임했다. 그는 경찰력 다양화, 지역사회 관계 개선, 흑사병 운동의 촉매제가 된 문제 해결과 같은 어려움에 직면해 있음을 인정했다.

## 각국의 운동

### 한국
한국에서도 많은 관심이 쏟아졌으며 수많은 국민들의 항의 시위가 이루어졌다. 이들은 거리에 나와 피켓을 들고 평등을 외쳤다. 또한 이번 사건을 추모하는 상징적 제스처를 다같이 취하는 등 인종차별 반대를 향한 목소리를 내었다. 또한 국민들 뿐만 아니라 유명 연예인들의 움직임 역시 주목 받았는데, BTS가 대표적이다. 이들은 "우리는 인종차별에 반대한다"며 이번 사건에 목소리를 내었다.

### 영국
영국판 Black Lives Matter 시위는 2020년 미국에서 이를 지지하며 시위를 벌였다. 런던 시위는 5월 31일 트라팔가 광장, 6월 3일 하이드 파크, 6월 6일 의회 광장, 6월 7일 미 대사관 밖에서 벌어졌다. 비슷한 시위가 맨체스터, 브리스톨, 카디프에서도 벌어졌다. 영국 시위에는 함께 구호를 외치고, 간판을 들고, 소셜 미디어 포스트를 공유하는 등 영국에서 사망한 흑인들을 추모했다.

### 일본
조지 플로이드 사망 사건 이후 일본에서는 2020년 6월 7일 오사카에서 1000명 규모의 시위와 2020년 6월 14일 도쿄 시부야와 하라주쿠 지역의 거리를 3500명이 행진하는 등 여러 차례의 시위가 벌어졌다.

### 뉴질랜드
2020년 6월 1일, Auckland, Wellington, Christchurch, Dunedin, Tauranga, Palmerston North and Hamilton 등 뉴질랜드 여러 도시에서 조지 플로이드의 죽음에 대한 대응 BLM 연대 시위가 여러 차례 열렸다. 2000~4000여 명의 참가자가 참가한 오클랜드 행사의 경우 뉴질랜드의 아프리카 커뮤니티의 여러 회원들이 주관했다. 오클랜드의 조직자 Mahlete Tekeste, 아프리카계 미국인인 Kainee Simone, 그리고 스포츠인 Israel Adesanya는 태평양 섬 사람들의 과잉 표현, 논란이 되고 있는 무장 경찰 대응 재판, 그리고 기존의 인종 차별주의자들과 비교했다.

### 독일
2020년 6월 6일 독일 전역에서 수만 명의 사람들이 모여 Black Lives Matter 운동을 지원하였다.

### 덴마크
덴마크에서는 2016년 19세 때 덴마크로 온 잠비아 출신의 여성 Bwalya Sørensen[da]에 의해 Black Lives Matter 라는 단체가 설립되었다. 이 기구는 쇠렌센을 중심으로 진행되며 주로 거부당한 망명 신청자와 덴마크에서 추방 선고를 받은 외국인 범죄자들에 초점을 맞추고 있다. 조지 플로이드의 사망 사건 이후 2020년 6월 덴마크는 코펜하겐에서 1만5000명의 참가자가 모여 시위를 벌였다. 시위에서는 특히 이 단체와 쇠렌센은 인종에 따라 사람들을 분리하는 규칙으로 인해 많은 비난을 받았다. 시위에서 흑인들만이 앞에 있을 수 있었고, 백인들은 일부 구호에는 참여할 수 없었다.

## 미국의 주목할 만한 사건 및 시위 연표

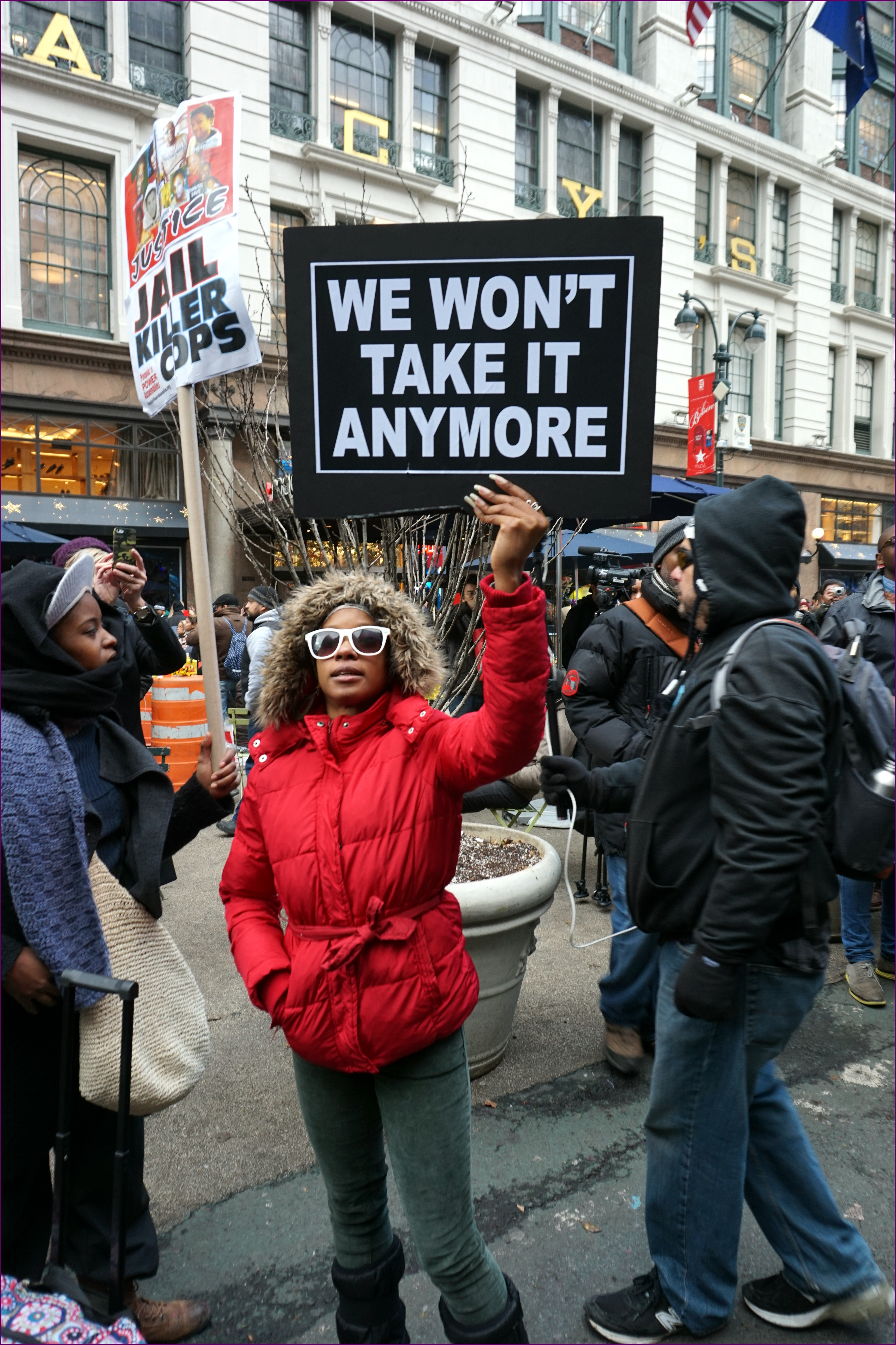
Black Lives Matter protester at Macy's Herald Square, November 2014

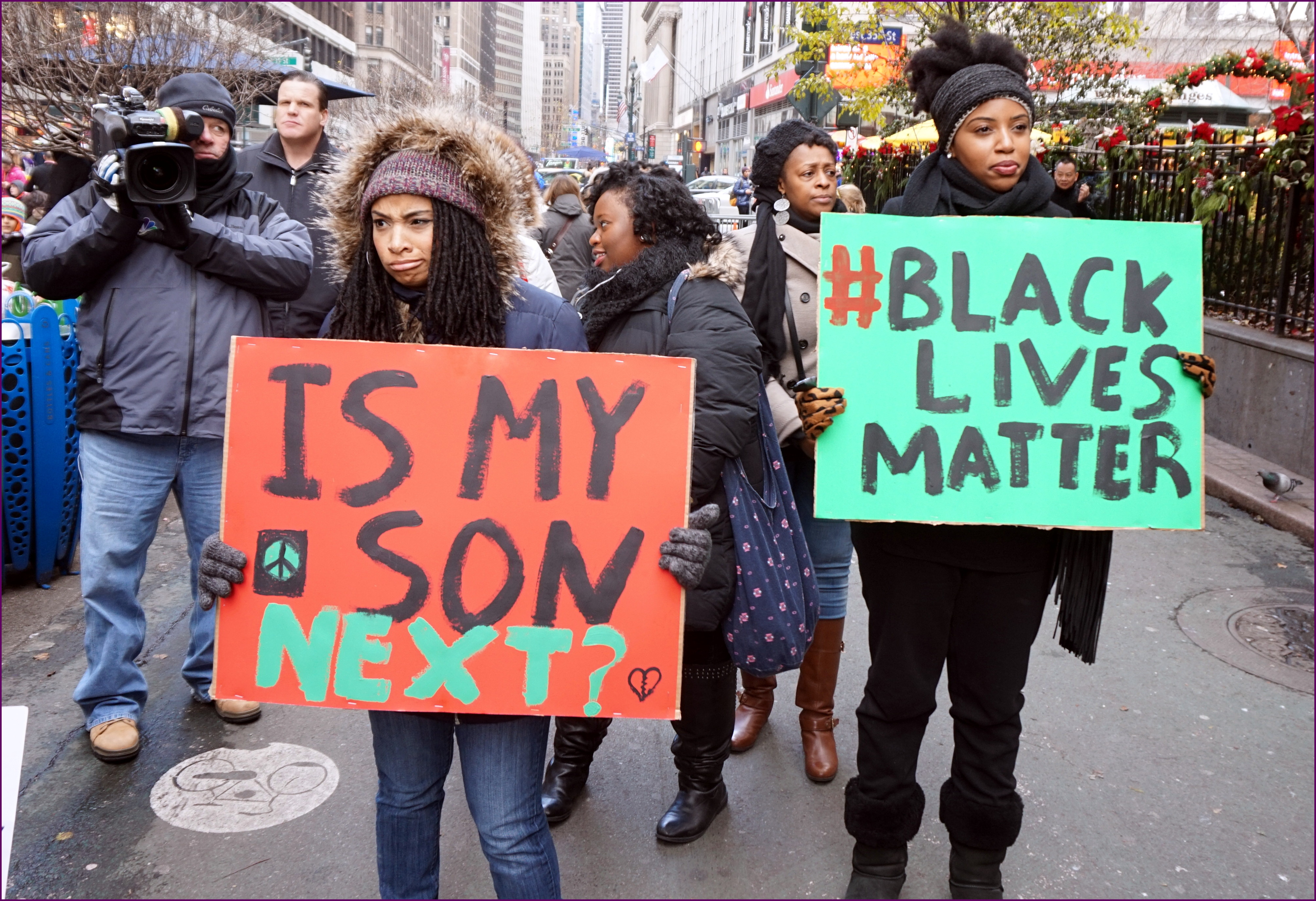
Black Lives Matter protest at Herald Square, Manhattan, November 2014

### 2014

###### 2014년 11월 맨해튼 헤럴드 광장에서 열린 Black lives matter 시위
2014년 블랙 라이브스 매터는 Dontre Hamilton, Eric Garner, John Crawford III, Michael Brown, Ezell Ford, Laquan McDonald, Akai Gurley, Tamir Rice, Antonio Martin, and Jerame Reid등 경찰의 조치에 의해 수많은 아프리카계 미국인들의 죽음에 반대하는 시위를 벌였다.
지난 7월, 에릭 가너는 뉴욕에서 사망했는데, 뉴욕시 경찰관이 그를 체포하는 동안 금지된 초크홀드에 처하게 되었다. 가너의 죽음은 Black Lives Matter 운동을 촉발시킨 흑인들에 대한 경찰 살해 사건 중 하나로 언급되어 왔다.
8월의 노동절 주말 동안, Black Lives Matter는 ""Freedom Ride""을 조직하여 미국 전역의 아프리카계 미국인 500여 명을 미주리주 퍼거슨으로 데려와 현지 단체들이 현장에서 하는 일을 지원했다. 마이클 브라운의 사망 이후 이 운동은 퍼거슨 소요사태에 계속 관여하였다. 이 시위는 지방 경찰서와 주 경찰서와 충돌하기도 했는데, 그들은 전형적으로 무장한 방식으로 대응했다. 어느 순간 국가보위대가 소집되고 비상사태가 선포되었다.
또한 지난 8월, Los Angeles Police Department들이 에젤 포드를 총으로 쏴 죽였고, BLM은 2015년 LA에서 그의 죽음에 항의했다.
지난 11월 뉴욕시 경찰국 직원이 아프리카계 미국인 Akai Gurley(28)를 총으로 쏴 숨지게 했다. 굴리의 죽음은 후에 뉴욕시에서 black live 매체에 의해 항의를 받았다. 캘리포니아 오클랜드에서는 올해 가장 큰 쇼핑의 날 중 하나인 블랙 프라이데이에 14명의 블랙 리빙 매터 활동가들이 베이 에어리어 래피드 트랜짓(BART) 열차를 1시간 이상 정차시킨 뒤 체포됐다. 앨리샤 가르자가 이끄는 이 시위는 대배심이 마이크 브라운의 사망에 대해 대런 윌슨을 기소하지 않기로 한 결정에 대응하여 조직되었다.
또한 11월에는 12세의 흑인 소년 타미르 라이스가 클리블랜드 경찰관의 총에 맞아 사망했다. 라이스 장관의 사망은 또한 Black lives matter운동을 "스파이킹"하는 데 기여한 것으로도 언급되어 왔다.

###### 2014년 12월 미네소타 블루밍턴에 있는 미국 몰의 로툰다에서 경찰의 만행에 항의하는 Black lives matter
지난해 12월 미네소타주 블루밍턴의 몰 오브 아메리카(Mall of America)에는 2~3천명이 모여 경찰의 비무장 흑인 살해에 항의했다. 쇼핑몰의 경찰은 폭동 진압 장비와 폭탄 탐지견들을 갖추고 있었다. 적어도 시위 참가자 20명이 체포되었다.

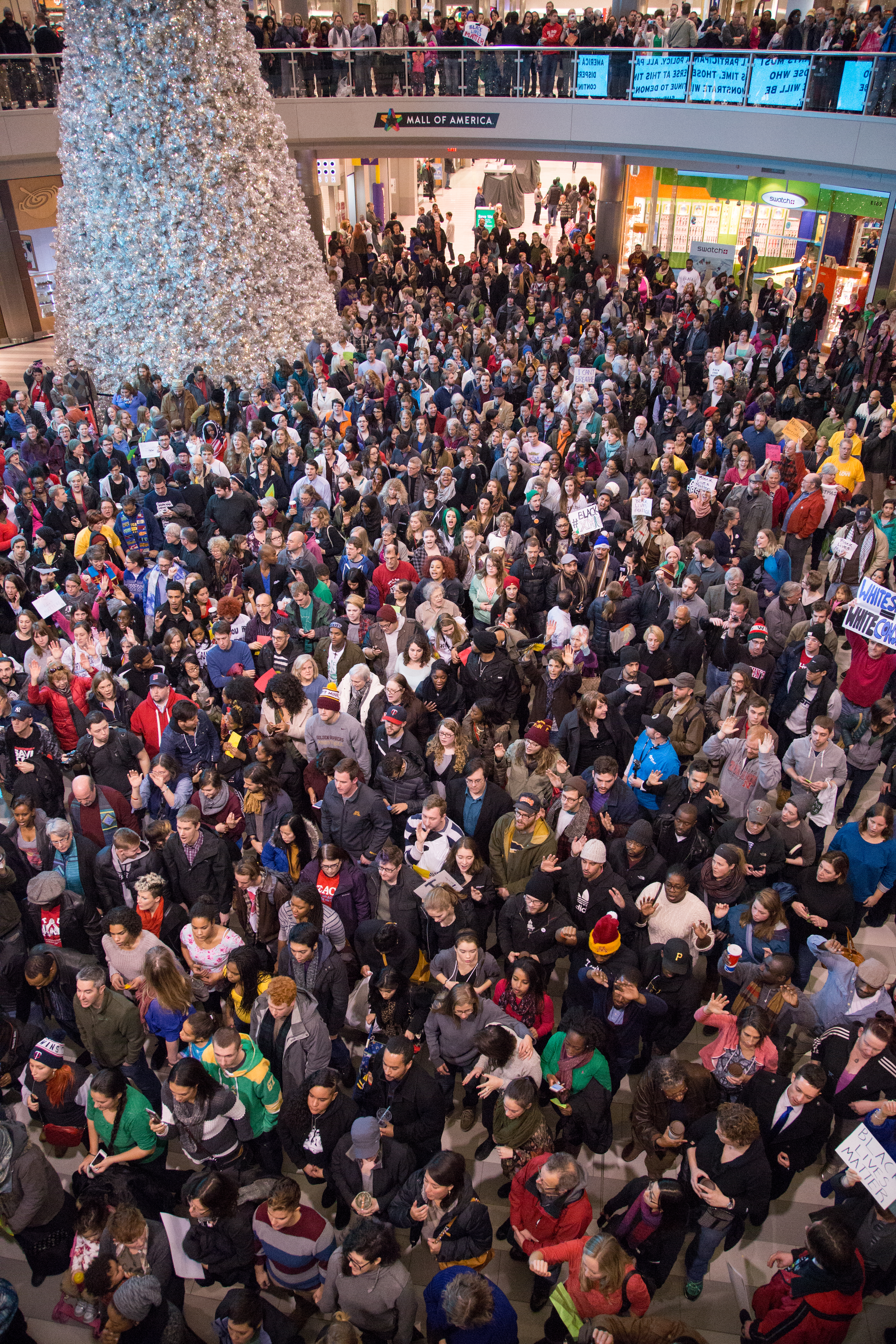
A Black Lives Matter protest of police brutality in the rotunda of the Mall of America in Bloomington, Minnesota, in December 2014

위스콘신주 밀워키에서 BLM은 지난 4월 사망한 돈트레 해밀턴의 경찰 총격에 항의했다.Black Lives Matter는 존 크로포드 3세의 총격에 항의했다.shooting of Renisha McBride의 총격은 블랙 라이프 매체에 의해 항의되었다.
또한 대배심이 마이클 브라운의 죽음과 관련된 어떠한 혐의로도 대런 윌슨을 기소하지 않기로 결정한 것에 대해, 12월, 캘리포니아 버클리에서는 시위 행진이 열렸다. 이후 2015년 이 집회에 참가한 시위대와 기자들은 참석자들을 상대로 '헌법 없는 경찰 공격'을 주장하며 소송을 제기했다.
마이클 브라운 판결 일주일 후, 두 명의 경찰관이 가너와 브라운의 죽음에 대한 보복으로 경찰관을 죽이고 싶다는 의사를 표명한 이스마아이일 브린슬리에 의해 뉴욕에서 살해되었다. Black Lives Matter는 일부 우익 언론들이 이 단체와 연결시키려 했지만, 순찰자 자선협회장(Patrolman's Benevolent Association)은 "시위를 빙자해 거리에서 폭력을 선동한 사람들의 손에 피가 묻었다"고 주장하면서 이번 총격 사건을 비난했다. 한 보수적인 텔레비전 해설자는 또한 다른 단체들에 의해 조직된 12월 "죽은 경찰들"을 보고 싶다고 외치는 시위자들과 "Black Live matter"을 연결하려고 시도했다.

### 2015
2015년, Black Lives Matter은 찰리 룬데우 주낭, 토니 로빈슨, 앤서니 힐, 메건 호카데이, 에릭 해리스, 월터 스콧, 프레디 그레이, 윌리엄 채프먼, 조나단 샌더스, 샌드라 블랑드, 새뮤얼 듀보즈, 제레미 등 경찰의 조치에 의해 수많은 아프리카계 미국인들의 죽음에 반대하는 시위를 벌였다. 딜런 루프의 찰스턴 나인 살인 사건이ek
BLM은 지난 3월 렘 에마누엘 시카고 시장 집무실에서 시카고 경찰국 내의 개혁을 요구하며 시위를 벌였다.카메룬 국적의 43세 샤를리 룬데우 주낭은 로스앤젤레스 경찰국의 총에 맞아 치명상을 입었다. LAPD는 BLM 시위에 이어 14명을 체포했다.
지난 4월 미국 전역의 '블랙라이브스 머티(Black Lives Matter)'는 2015년 볼티모어 시위가 포함된 프레디 그레이의 사망에 대해 항의했다. 국가보위대가 소집되었다. 사우스캐롤라이나주 노스찰스턴에서 월터 스콧이 총격을 당한 후 블랙 리브스 매터(Black Lives Matter)는 스콧의 죽음에 항의하며 경찰에 대한 시민들의 감독을 요구했다.
지난 5월 샌프란시스코에서 열린 BLM의 시위는 메간 호카데이, 아이야나 존스, 레기아 보이드 등의 사망을 포함한 흑인 여성과 소녀들의 경찰 살해를 규탄하는 전국적인 시위의 일환이었다. 오하이오주 클리블랜드에서 한 장교가 티모시 러셀과 말리사 윌리엄스의 총격으로 재판에서 무죄를 선고받은 뒤 BLM이 항의했다. 위스콘신주 매디슨에서 BLM은 토니 로빈슨 총살 사건에 대해 경찰관이 기소되지 않자 항의했다.
지난 6월 미국 사우스캐롤라이나주 찰스턴의 역사적으로 흑인 교회에서 다롄 루프가 총격을 가한 뒤 BLM은 성명을 내고 이번 총격을 테러 행위라고 규탄했다.BLM은 총격이 있은 후 며칠 동안 행군하고 항의하며 철야를 벌였다. BLM은 아서 라베넬 주니어의 평화를 위한 행진곡의 일부였다. 사우스캐롤라이나 주의 다리. 찰스턴 총격이 있은 후, 미국 남부 연합의 여러 기념물들이 "흑인 문제"로 낙인 찍히거나 파괴되었다. 텍사스주 매키니에서 열린 수영장 파티에서 한 경찰관이 무릎으로 한 소녀를 바닥에 꼬집는 장면이 담긴 동영상이 공개되자 약 800명이 시위를 벌였다.
지난 7월 미국 전역의 BLM 활동가들은 텍사스주 월러 카운티의 한 교도소에서 교수형 상태로 발견된 것으로 알려진 아프리카계 미국인 여성 산드라 블렌드의 죽음에 대해 시위를 시작했다. 오하이오주 신시내티에서 BLM은 새뮤얼 듀보스가 신시내티 대학 경찰관의 총에 맞아 사망한 후 시위를 벌이며 항의했다. 뉴저지주 뉴어크에서는 천명이 넘는 BLM 활동가들이 경찰의 잔혹성, 인종적 부당성, 경제적 불평등에 맞서 행진을 벌였다. 또한 7월에 BLM은 미시시피에서 경찰에 체포되는 도중 사망한 조나단 샌더스의 죽음에 항의했다.

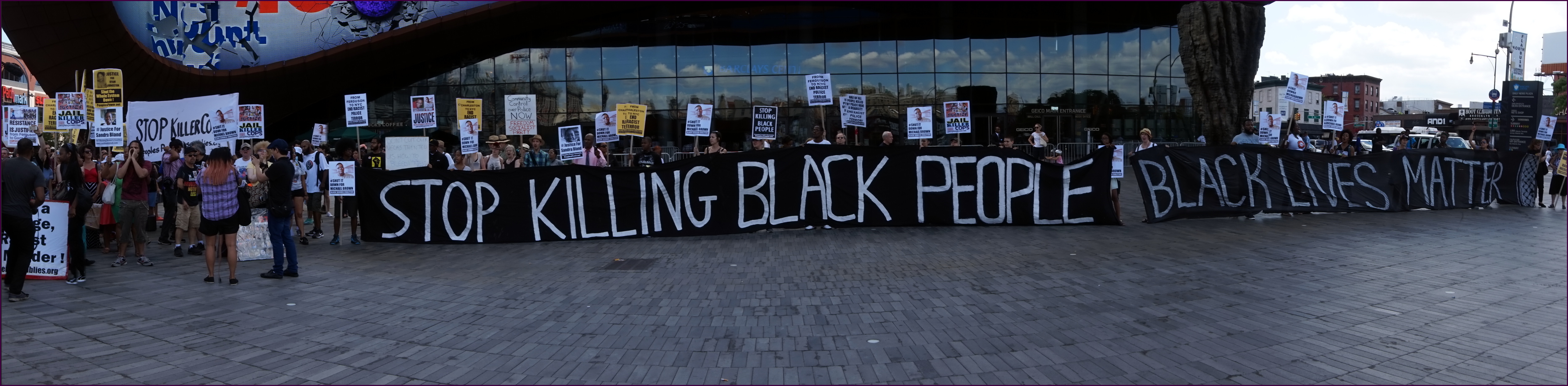
One-year commemoration of the shooting of Michael Brown and the Ferguson unrest at Barclays Center in Brooklyn, New York, August 2015

지난 8월 BLM 주최 측은 워싱턴DC에서 트랜스젠더 여성에 대한 폭력 중단을 요구하는 집회를 열었다.노스캐롤라이나주 샬럿에서 한 판사가 비무장 흑인을 살해한 백인 샬럿 경찰관의 재판에서 미스트리얼을 선언하자 BLM은 이에 반발해 다이인(Die-in)을 벌였다.펜실베이니아주 필라델피아에서는 자넬 모나에, 지데나 등 BLM 활동가들이 경찰의 만행과 블랙라이프 매터(Black Lives Matter)에 경각심을 일깨우기 위해 필라델피아 북부를 행진했다. 마이클 브라운 사망 1주년인 8월 9일 경, BLM은 집회를 열고 성에서 행진을 벌였다.
지난 9월 텍사스주 오스틴에서 500명이 넘는 BLM 시위자들이 경찰의 만행에 항의하며 시위를 벌였고, 몇몇 시위자들은 35번 주간 고속도로로 시위 현수막을 들고 나섰다. 메릴랜드주 볼티모어에서는 프레디 그레이 경찰 잔혹행위 사건에서 청문회가 시작되자 BLM 활동가들이 행진을 하며 시위를 벌였다. 캘리포니아 새크라멘토에서는 약 800명의 BLM 시위자들이 경찰의 감시를 강화하는 캘리포니아 상원 법안을 지지하기 위해 시위를 벌였다. BLM은 Jeremy McDole의 총격에 항의했다.

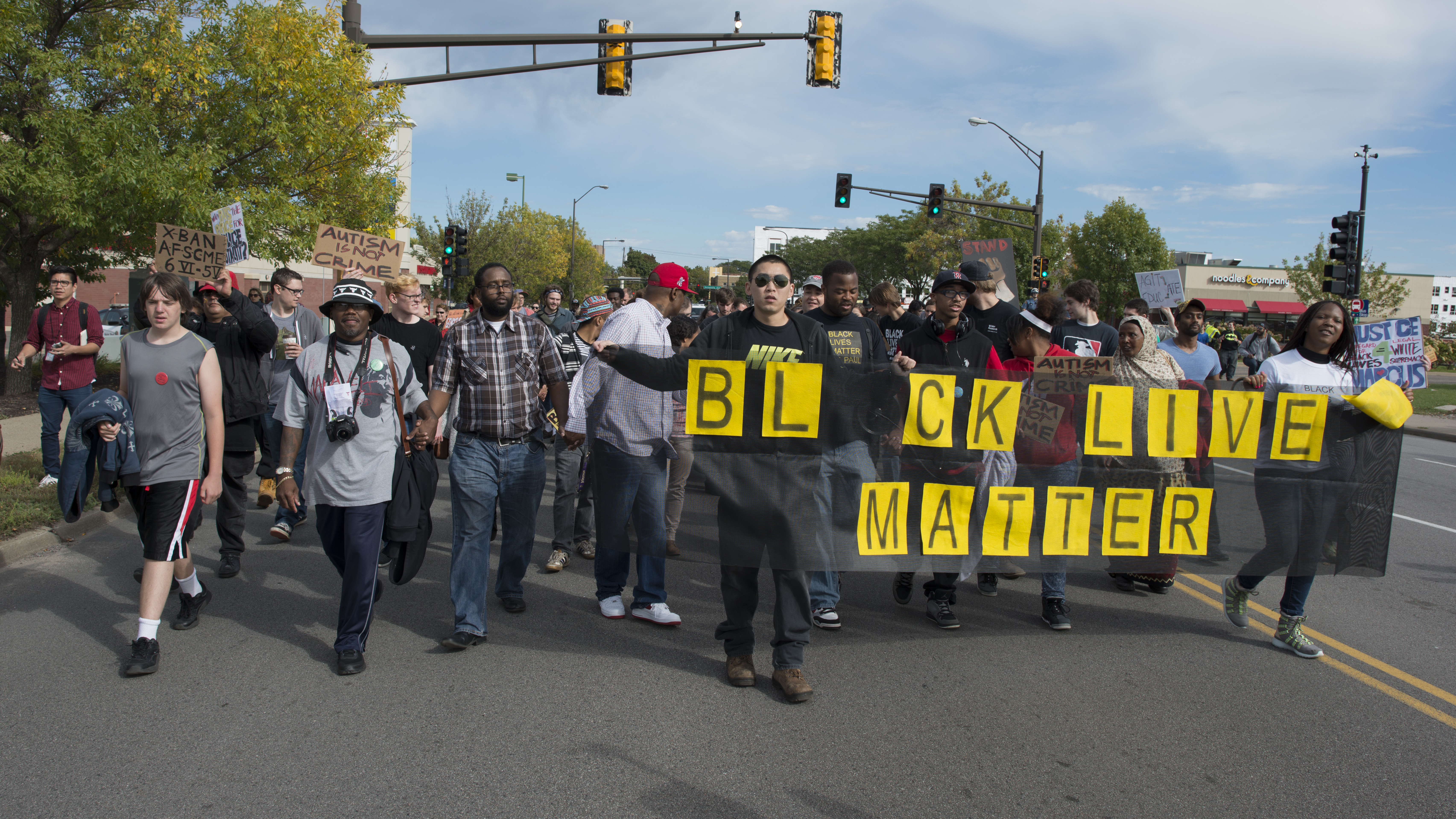
Black Lives Matter protest against St. Paul police brutality at Metro Green Line, September 2015

지난 10월, 시카고에서 열린 경찰서장 회의의 시위 도중 블랙 라이브스 매터 운동가들이 체포되었다. "Rise Up 10월"은 Black Lives Matter 캠페인을 벌였고, 몇 번의 항의를 가져왔다. '라이즈 업 10월'에 참여한 쿠엔틴 타란티노와 코넬 웨스트가 경찰 폭력을 규탄했다.

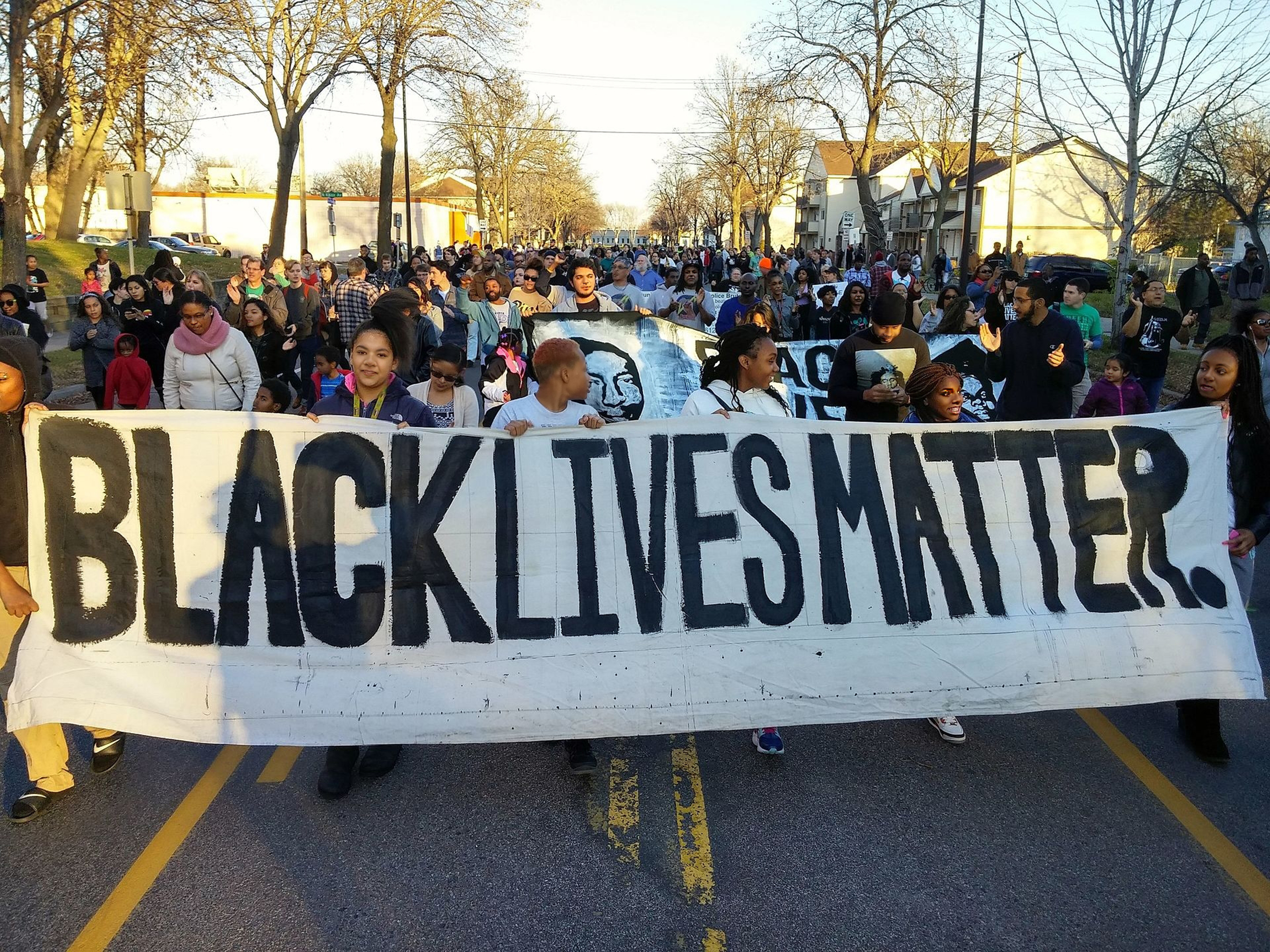
Protest march in response to the Jamar Clark shooting, Minneapolis, Minnesota, November 2015

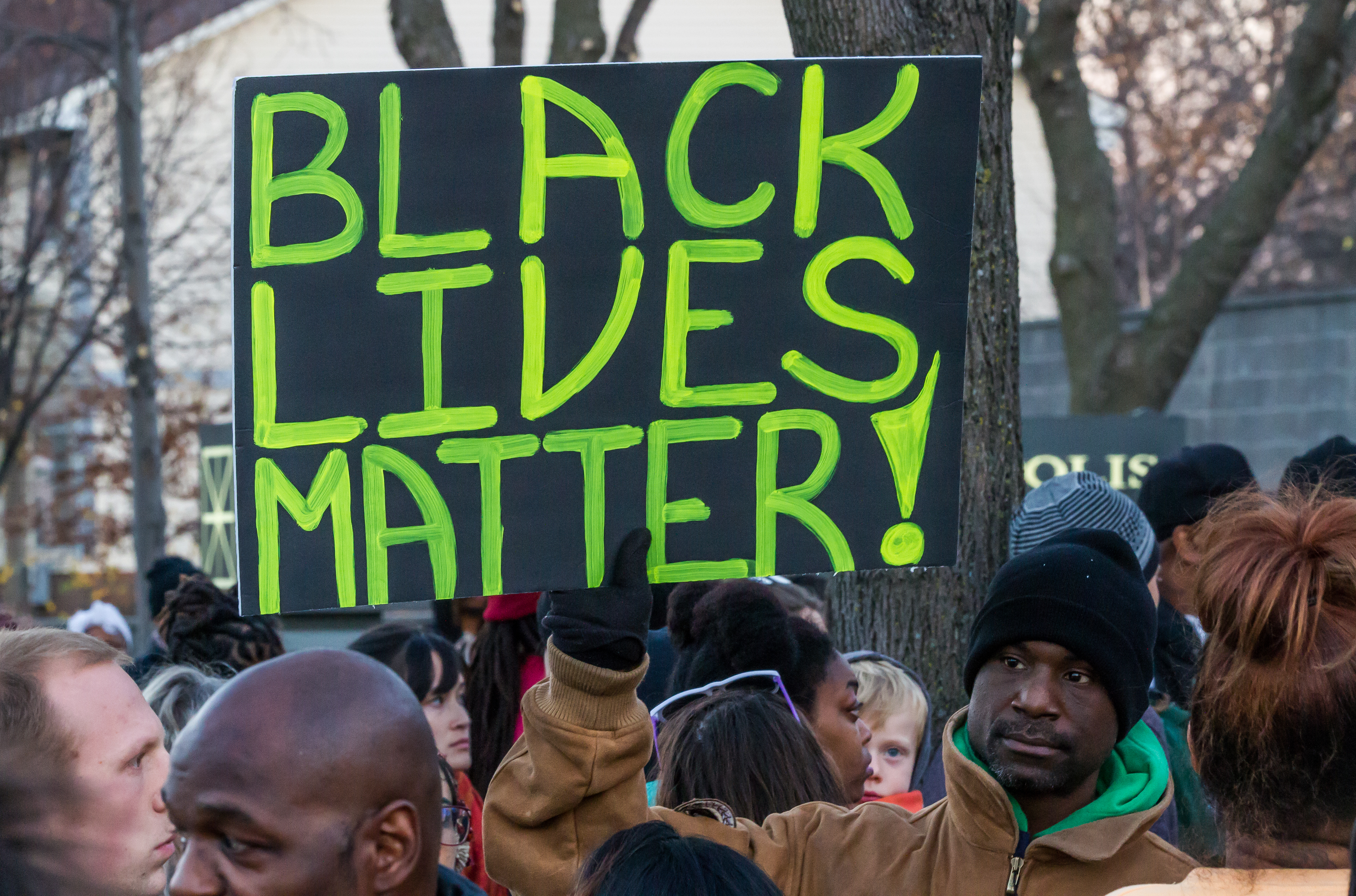
An activist holds a "Black Lives Matter" sign outside the Minneapolis Police Fourth Precinct building following the officer-involved shooting of Jamar Clark on November 15, 2015.

지난 11월 미니애폴리스 제4지구대에서 자마르 클라크가 미니애폴리스 경찰국의 총격을 받은 후 BLM 활동가들이 시위를 벌였다. 진을 친 시위 도중 시위대와 외부 선동가들이 경찰과 충돌해 역내를 파괴하고 SUV로 역무원을 들이받으려 했다. 그 달 말, 제4 선거구에서 미니애폴리스 시내까지 자마르 클라크를 기리기 위한 행진곡이 조직되었다. 블랙 라이프 매터 대변인은 행진 후 총기와 갑옷을 든 남성들이 나타나 시위대를 인종적 비방이라고 부르기 시작했다고 전했다. 시위대가 무장한 남성들에게 나가라고 요구한 후, 남성들은 다섯 명의 시위자들을 쏘면서 총을 발사했다.] 모든 부상은 입원이 필요했지만 생명을 위협하지는 않았다. 그 남자들은 현장에서 도망쳤으나 나중에야 발견되어 체포되었다. 체포된 세 사람은 젊고 백인이었으며, 관측자들은 이들을 백인 우월주의자라고 불렀다. 2017년 2월, 체포된 남성 중 한 명인 알렌 스카셀라는 총격과 관련하여 십여 건의 폭행과 폭동으로 유죄 판결을 받았다. 판사는 스카셀라가 촬영 전 몇 달 동안 친구들에게 보낸 인종차별주의 메시지를 근거로 스카셀라가 '나쁜 여자'라는 변론을 기각하고 2017년 4월 최고 징역 20년 중 15년을 선고했다.
지난 11월부터 2016년까지 BLM은 라취안 맥도날드 총격 사망 사건에 항의하며 총격과 대처에 따른 수많은 시카고 관계자들의 사퇴를 요구했다. 맥도날드는 시카고 경찰 제이슨 반 다이크에 의해 16발의 총상을 입었다.

### 2016
2016년, Black Lives Matter은 브루스 켈리 주니어, 알튼 스털링, 필란도 카스티일, 조셉 맨, 압디라흐만 압디라흐만 압디, 폴 오닐, 코린 게인스, 실빌 스미스, 테렌스 크러처, 키스 라몬트 등의 경찰 행동에 의해 수많은 아프리카계 미국인들의 죽음에 반대하는 시위를 벌였다.
지난 1월 미국 샌프란시스코에서는 수백명의 BLM 시위대가 2015년 12월 2일 샌프란시스코 경찰관이 쏜 총에 마리오 우즈가 총에 맞아 사망하는 등 시위를 벌였다. 이 행진은 슈퍼볼 행사 동안 열렸다. BLM은 마틴 루터 킹 주니어의 급진적 유산을 주장할 목적으로 전국에서 시위, 주민 회의, 교단, 직접 행동 등을 벌였다.I
지난 2월에는 소말리아 난민 압둘라히 오마르 모하메드(17)가 다른 사람과 대치하다 유타주 솔트레이크시티에 총격을 당해 경찰로부터 부상을 입었다. 그 총격은 BLM의 항의로 이어졌다.
지난 6월 BLM과 '변화의 색채' 회원들은 자스민 리차드가 2015년 한 경찰관의 다른 여성 체포를 막으려 한 사건에 대한 캘리포니아의 유죄 판결과 선고에 항의했다. 리차드는 사건 2개월 전 이 단어가 삭제될 때까지 형법이 'lynching'으로 지정한 혐의인 "평화유지관의 합법적 구금에서 불법적으로 사람을 빼내려는 시도"로 유죄를 선고받았다.
7월 5일, 37세의 흑인 남성인 알톤 스털링은 루이지애나주 배턴루즈에서 두 명의 백인 배턴루즈 경찰서에 의해 바닥에 고정된 채 몇 차례나 총상을 입었다. 7월 5일 밤, 바톤루즈에서 100명이 넘는 시위대가 "정의도 평화도 없다"고 외치고, 불꽃놀이도 하고, 스털링의 죽음에 항의하기 위해 교차로를 봉쇄했다.7월 6일, 블랙 라이브스 매터리는 바톤루즈에서 "우리는 바톤루즈를 사랑한다"는 구호를 외치며 정의를 외치며 촛불시위를 열었다.
7월 6일, 필란도 카스티일은 세인트의 제로니모 야네즈에게 치명상을 입었다. 미네소타주 경찰 앤서니, 세인트 폴 교외의 팰컨 하이츠에 차를 세운 후. 카스티일은 여자친구와 4살 난 딸을 승객으로 태우고 차를 몰다가 야네즈와 다른 경찰관에게 차를 얻어탔다.여자친구의 말에 따르면 카스티일은 면허증과 등기를 요구받은 뒤 경찰관에게 흉기를 소지할 수 있는 허가를 받았다고 진술했고 차 안에 흉기를 소지하고 있었다고 한다.그녀는 말했다: "경찰관이 움직이지 말라고 말했다. 두 손을 다시 올리고 있을 때 장교는 그의 팔을 네다섯 번 쐈어." 그녀는 총격 직후 페이스북에 동영상을 생중계했다. 카스틸의 치명적인 총격에 이어, BLM은 미네소타와 미국 전역에서 시위를 벌였다..

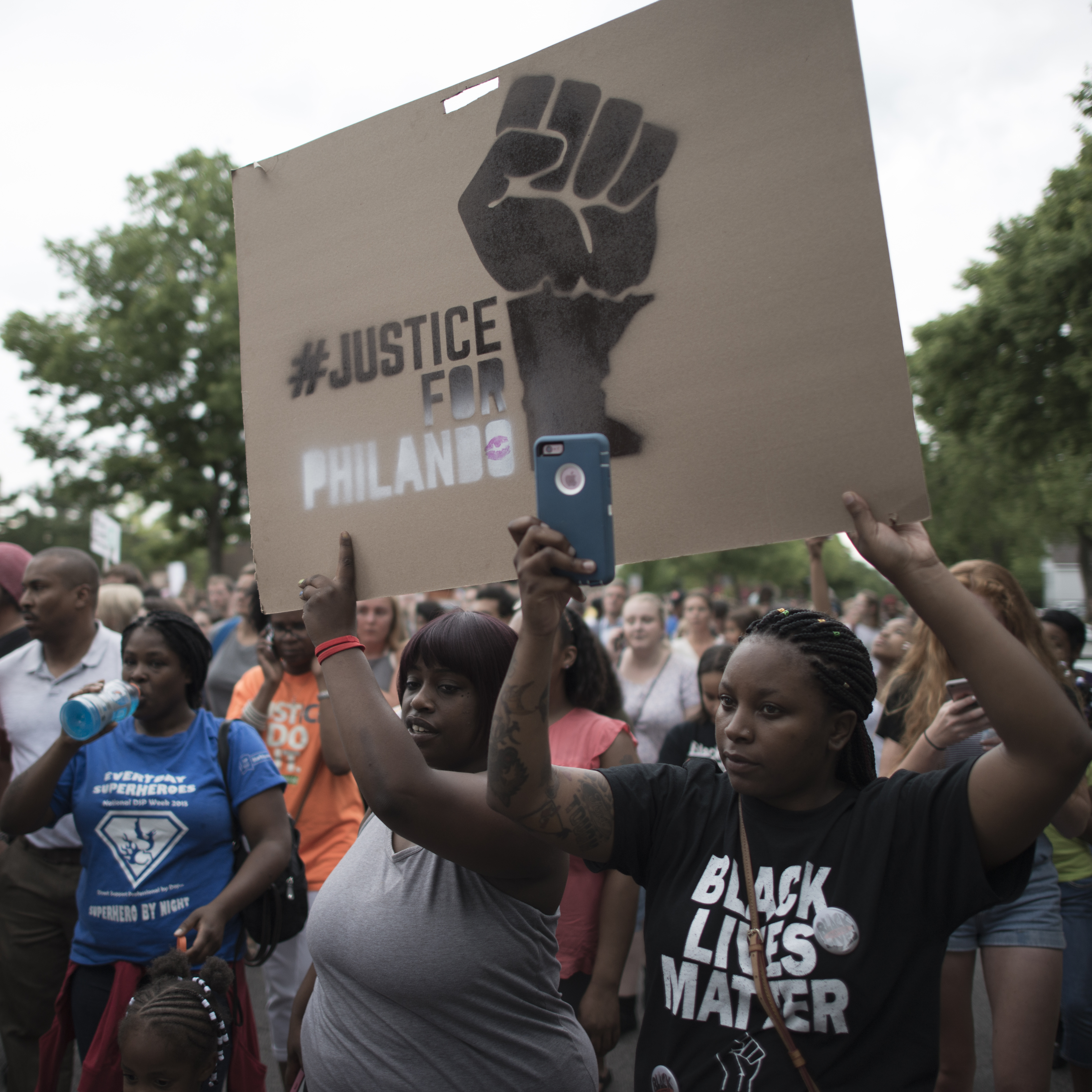
Protest march in response to the shooting of Philando Castile, St. Paul, Minnesota, July 7, 2016

7월 7일 텍사스주 댈러스에서 알톤 스털링과 필란도 카스티일의 죽음에 항의하기 위해 조직된 BLM 시위가 열렸다. 평화 시위가 끝나자 미카 사비에 존슨은 매복 공격을 개시해 경찰관 5명이 숨지고 7명과 민간인 2명이 부상했다. 그 후 그 총잡이는 로봇이 배달한 폭탄에 의해 살해되었다.경찰에 따르면 존슨은 죽기 전 "블랙 라이프 매체에 대해 화가 났다"면서 "백인, 특히 백인 경찰들을 죽이고 싶었다"고 진술했다.텍사스 중령 댄 패트릭 주지사와 다른 보수파 의원들은 이번 총기 난사 사건을 '흑인 생활 문제' 운동의 탓으로 돌렸다. 블랙 리브스 매터 네트워크는 그 총격 사건을 비난하는 성명을 발표했다. 7월 8일, 100명 이상의 사람들이 미국 전역의 Black Lives Matter 시위로 체포되었다.
7월 상반기에 미국 88개 도시에서 적어도 112번의 시위가 있었다. 7월 13일, NBA 스타 르브론 제임스, 카멜로 앤서니, 크리스 폴, 드웨인 웨이드 등이 블랙 라이프 매터 메시지로 2016 ESPY 어워드를 개막했다.7월 26일, Black Lives Matter는 텍사스 오스틴에서 래리 잭슨 주니어의 총격 사망 3주년을 기념하기 위한 시위를 열었다.7월 28일, 시카고 경찰서는 폴 오닐의 뒤를 쐈고 자동차 추격에 따라 그를 죽였다.총격 후, 수백 명의 사람들이 일리노이주 시카고에서 행진했다. ..
지난 8월 1일 볼티모어 인근 메릴랜드주 랜들스타운에서는 경찰관들이 아프리카계 미국인 여성 코린 게인스(23)를 총으로 쏴 숨지게 하고, 아들도 총으로 쏴 다치게 했다. 게인즈의 죽음은 볼티모어에서 항의되었다.[
지난 1월 펜실베이니아주 피츠버그에서 경찰을 피신시키려다 치명적으로 찌른 뒤 총에 맞은 브루스 켈리 주니어의 사망에 항의한 블랙리브스 매터.
지난 8월, 몇몇 프로 운동선수들이 애국가 시위에 참가하기 시작했다. 시위는 2016년 팀의 세 번째 프리시즌 경기를 앞두고 서 있는 전통과 달리 샌프란시스코 49세의 콜린 케퍼닉이 애국가 연주 시간에 앉아 있던 이후 NFL(National Football League)에서 시작됐다.경기 후 인터뷰에서 그는 흑인과 유색인을 억압하는 나라의 국기에 대한 자부심을 보여주기 위해 일어서지는 않을 것이다. 나에게 있어, 이것은 축구보다 더 크고 내 입장에서 다른 쪽을 보는 것은 이기적일 것이다. 거리에는 시체가 있고 유급휴가를 받고 살해를 면한 사람들이 있다"고 말해 Black Lives Matter와 연대하는 시위로 해석됐다. 이 시위는 엇갈린 반응을 일으켰고, 그 후 다른 미국 스포츠 리그로 확산되었다.
지난 8월, 몇몇 프로 운동선수들이 애국가 시위에 참가하기 시작했다.

### 2017
017년 흑역사의 달 동안 버지니아주 버드파크 지역에 있는 제1유니타리아 유니버설리스트 교회에서 버지니아주 리치먼드 작가 3명이 한 달 동안 개최한 '검은 인생' 미술전이 바로 그것이다. 이 쇼에는 30명 이상의 다양한 다문화 예술가들이 인종 평등과 정의를 탐구하는 주제로 출연했다.
같은 달 버지니아 주립대 제임스 브랜치 카벨 도서관은 아프리카계 미국 역사와 관련된 한 달간의 행사 일정에 초점을 맞추고 교회의 'Black Lives Matter' 전시회에서 찍은 사진을 실외 스크린에 보여주었다.VCU의 행사 일정도 포함되어 있다: 리얼 라이프 필름 시리즈인 《앵그리 하트: 아프리카계 미국인들의 인종차별이 심장병에 미치는 영향 (The Angry Heart: The Impact of Racism on Heart Disease among African-Americans)》; 키스 나이트(Keith Knight)가 제14회 연례 VCU 도서관 흑인 역사의 달 강연; 『블랙볼레드 : 미국 캠퍼스 위의 인종에 대한 흑백 정치(Blackballed: The Black and White Politics of Race on America's Campuses)』 책의 저자 로렌스 로스(Lawrence Ross)는 그의 책이 어떻게 "Black Lives Matter" 운동과 관련이 있는지에 대해 이야기 했다. 미국 최초의 흑인 여성 이식외과 의사인 벨마 P. 스칸틀베리 (Velma P. Scantlebury,) 박사는 "신장 이식에서의 건강 형평성: 외과의사 입장에서의 경험"을 논의했다.
블랙 라이브스 매터(Black Lives Matter)는 2017년 2월 10일 테네시주 내슈빌에서 발생한 자키스 클레먼즈 총격 사건에 항의했다.데이비드슨 카운티 관할 지방검사인 글렌 펑크가 경찰 조슈아 리퍼트를 기소하지 않기로 결정한 다음 날인 2017년 5월 12일, BLM 내슈빌 지부는 밴더빌트 대학 캠퍼스 인근에서 메건 배리 내슈빌 시장 관저까지 시위를 벌였다.
9월 27일, 윌리엄 & 메리 대학에서, Black Lives Matter과 관련된 학생들은 ACLU 행사에 항의했다. 왜냐하면 ACLU가 버지니아 샬러츠빌에서 열릴 연합 더 라이트 집회의 권리를 위해 싸웠기 때문이다.윌리엄 & 메리의 테일러 리비글리 총장은 공개 토론에 대한 대학의 의지를 옹호하는 성명을 발표했다.

### 2018
2018년 2월과 3월, 사회정의의 일환으로 버지니아주 리치몬드의 제1유니타리아교회(First Unitarian Church of Virginia Richmond, 버지니아주 리치몬드)가 제2회 연례 흑사병미술전을 선보였다. 전시회의 미술 작품들은 버지니아 주립대 카벨 도서관의 대형 외부 화면(점보트론)에 예정된 시간에 투영되었다. VCU 히브스 홀의 작은 원형극장에서 열린 저녁 포럼에 투영되어 전시회에 예술을 가진 예술가들이 그들의 작품을 토론하기 위해 초청되었다. 그들은 또한 후에 영화 "A Raidin in the Sun"의 지역 전시회에 초대되었다.
지난 4월 미국 CNN방송은 '블랙 라이프 매터' 운동의 일원을 자처하는 페이스북 최대 계정이 호주 백인 남성에게 묶인 '스캠'이라고 보도했다. 이 계좌는 70만 명의 팔로워가 10만 달러 이상을 모금한 기금 모금자들과 연결되어 있으며 이는 미국 흑사병(Black Lives Matter)의 원인으로 추정되지만, 이 중 일부는 호주 은행 계좌로 이체되었다고 CNN은 전했다. Facebook이 위반 페이지에 대한 벌을 내렸다.

### 2020
2020년 2월 23일, 비무장 아프리카계 미국인인 25세의 아흐마우드 아르베리가 조지아주 글린 카운티에서 조깅을 하던 중 치명상을 입었다.아르베리는 백인 주민 3명이 무장한 아버지와 아들을 포함해 차량 2대를 몰며 쫓기고 대치해 왔다. 세 남자는 모두 중범죄 살인 등 9가지 혐의로 기소되었다.
3월 13일, 루이빌 경찰관들이 26세의 아프리카계 미국인 브레오나 테일러의 아파트 문을 때려부수고, 마약 의혹에 대한 압수 수색 영장을 발부받았다. 경찰은 그 만남 중에 몇 발의 총격을 가하여 그녀를 사망에 이르게 했다. 당시 함께 있던 남자친구는 911에 전화를 걸어 "누군가가 문을 발로 차고 들어와 여자친구를 쐈다"고 말한 바 있다.루이빌에서는 경찰 개혁을 요구하는 시위가 열렸다.
5월 25일, 뉴욕 센트럴 파크의 흑인 조류 관찰자인 크리스천 쿠퍼는 개들을 풀어주는 금지 구역인 램블에서 개에게 목줄을 매라고 부탁한 후 백인 여성과 대립을 경험했다. 백인 여성이 경찰에 전화를 걸어 흑인 남성이 자신을 위협하고 있다고 말하자 교류가 확대됐다. 7월 6일, 맨해튼 지방 검찰청은 이 여성이 3급에서 사건을 허위 보고한 혐의로 기소될 것이라고 발표했다." .

## 반응
흑인의 삶에 대한 미국인들의 인식은 인종에 따라 상당히 다르다. 그러나 모든 인종과 인종에 걸쳐 미국인들의 대다수가 이 운동에 대한 지지를 표명했

다. 2020년 퓨 리서치 센터 여론조사에 따르면 백인의 60%, 히스패닉의 77%, 아시아인의 75%, 아프리카계 미국인의 86%가 지지를 보였다.
'All Lives Matter'이라는 문구는 'Black Lives Matter' 운동에 대한 대응으로 급부상했지만 'Black Lives Matter'이라는 메시지를 일축하거나 오해했다는 비판을 받아왔다. 퍼거슨에서 경찰관 2명이 총격을 당한 데 이어 경찰의 지지자들에 의해 'Blue Lives Matter'라는 해시태그가 만들어졌다. 소수의 민권 지도자들은 블랙라이프 매터 운동가들이 사용하는 전술에 동의하지 않았다. 사용된 구조와 전술을 놓고 전반적으로 대중과 학계의 논쟁이 벌어졌다.
조지 플로이드 사망 후 몇 주 동안, 많은 기업들이 이 운동을 지지하며 그룹의 정신에 따라 정책 변화를 기부하고 제정했다.

##### "All Lives Matter"
"All Lives Matter"이라는 문구는 이 운동이 국민적 관심을 얻은 직후, Black Lives Matter 운동에 대한 반응으로 생겨났다. 몇몇 저명한 사람들이 만생 문제를 지지해 왔다. 그것의 지지자들은 팀 스콧 상원의원을 포함한다. NFL 코너백 리차드 셔먼은 "나는 내가 말한 올라이프 매터(All Lives Matter)와 우리가 인간이라는 것을 지지한다." 2015년 8월 전화 여론조사에 따르면, 미국 유권자의 78%가 "모든 생명이 중요하다"는 말이 "흑인의 삶"과 비교했을 때 자신의 개인적 견해에 가장 가깝다고 말했다. 단지 11%만이 "흑인의 생명이 중요하다"는 말이 가장 가깝다고 말했다. 9퍼센트는 두 진술 모두 그들 자신의 개인적인 관점을 반영하지 않는다고 말했다..
데이비드 테오 골드버그 교수에 따르면 'All Lives Matter'은 '인종적 해고, 무시, 부정'이라는 관점을 반영한다고 한다. 찰스 "칩" 린스코트 교수는 "All Lives Matter"이 "구조적 반흑인 인종차별주의와 흑인 사회적 죽음을 형식적·이념적 평등과 인종 이후의 색맹이라는 명목으로 삭제하는 것"을 촉진한다고 말했다.
설립자들은 이 운동의 배타성에 대한 비판에 대해 "#BlackLivesMatter는 당신의 삶이 중요하지 않다는 것을 의미하지 않는다 – 그것은 백인 우월주의 내에서 가치 없이 보이는 검은 삶이 당신의 해방에 중요하다는 것을 의미한다." 버락 오바마 대통령은 흑인과 만인의 논쟁에 대해 말했다. 오바마는 "조직원들이 '흑인 생활'이라는 표현을 사용한 것은 다른 사람의 생명이 중요하지 않다는 것을 제안했기 때문이 아니라, 그들이 제안하고 있는 것이 다른 지역사회에서 일어나지 않고 있는 특정한 문제가 있기 때문이라고 생각한다"고 말했다. 그는 또한 "그것은 우리가 해결해야 할 합법적인 문제"라고 말했다."

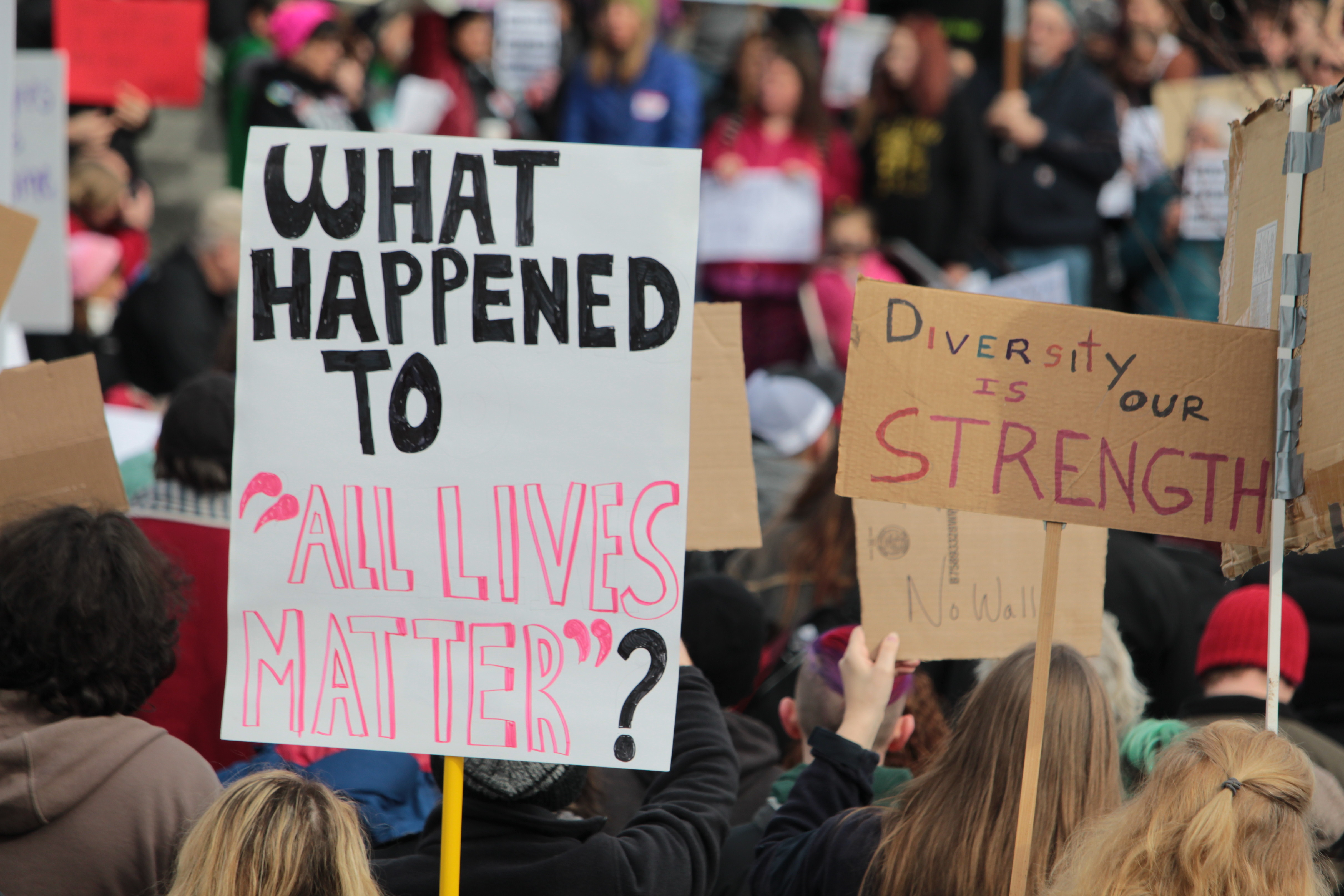
"What happened to 'All Lives Matter'?" sign at a protest against Donald Trump, January 29, 2017

##### Blue lives matter
'Blue lives matter'는 사법경찰관을 살해한 혐의로 기소되고 유죄판결을 받은 사람들은 증오범죄 법령에 따라 형을 선고받아야 한다고 주장하는 미국의 대응책이다. 2014년 12월 20일 뉴욕 브루클린에서 NYPD 장교 라파엘 라모스와 원젠 류의 살인사건이 발생한 후 블랙 리빙 매체에 대한 대응으로 시작되었다. 퍼거슨에서 두 명의 경찰관의 총격에 이어 BLM에 대응하여 해시태그 #BlueLivesMatter는 경찰 지지자들에 의해 만들어졌다. 이에 뒤이어 미국의 '블루 리브스 머티'는 친경(親경찰) 운동이 되었다. 그것은 미국 경찰관들의 살해 이후 확대되었다.
'White Lives Matter' 페이스북 단체들

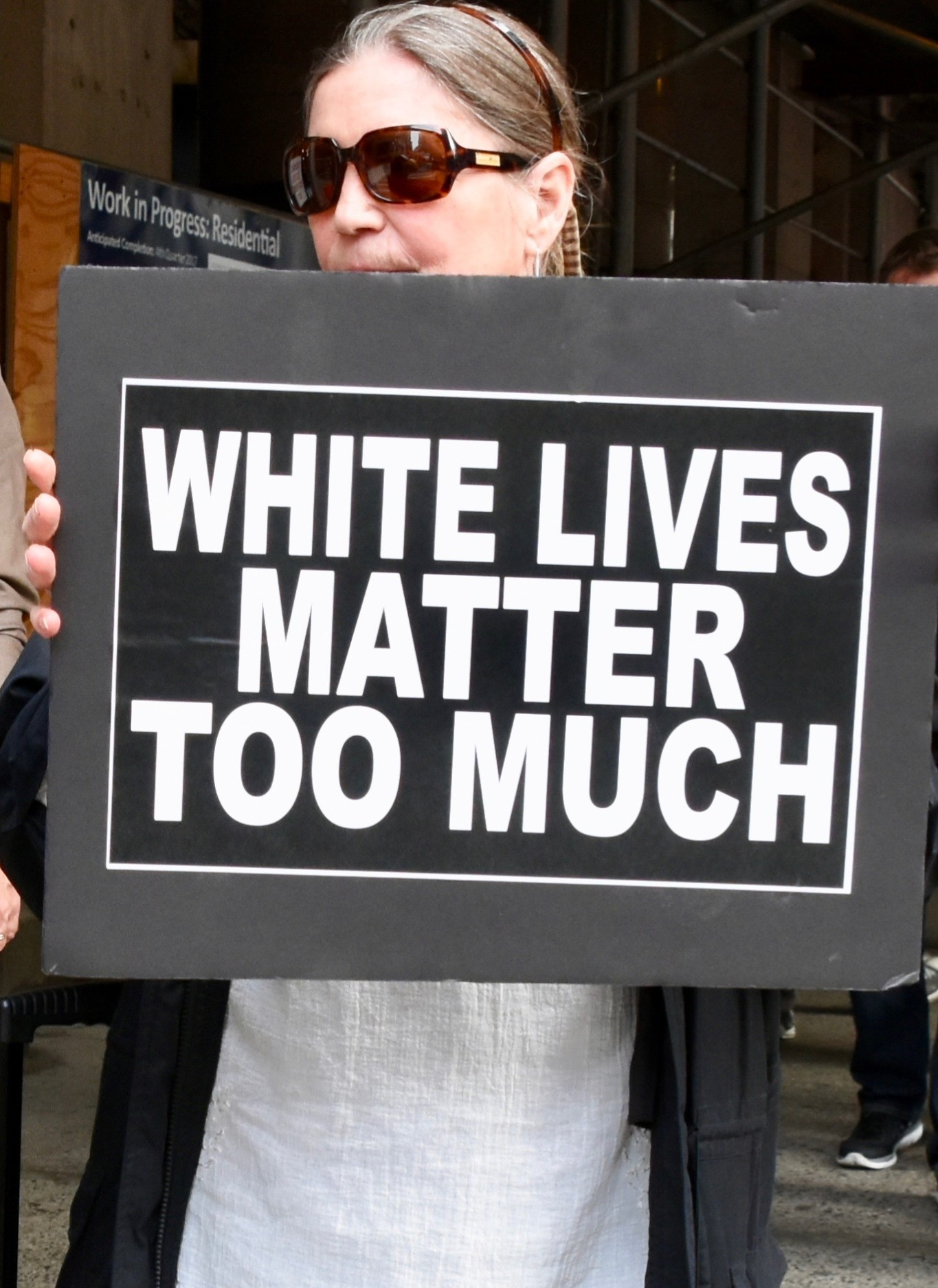
A sign at the 2017 May Day protests

BLM에 대응하여, 페이스북 페이지는 미국의 대학 캠퍼스에서 "백인 학생 연합"을 대표한다고 주장하면서 등장했다. 그 페이지들은 종종 백인 학생들을 위한 "안전한 공간"을 약속하고 캠퍼스의 반백인종차별주의를 비난한다. 뉴욕타임스는 2015년 "페이스북 그룹이 대학 학생들에 의해 시작됐는지, 아니면 논쟁을 불러일으키려는 외부 그룹에 의해 시작됐는지는 불분명하다"고 보도했다." 학교의 대표들과 일부 학생들은 이 단체가 자신들의 가치를 대변하지 않는다고 말했다. 다른 학생들은 이 페이지들을 삭제하려는 대학들의 시도는 언론의 자유를 침해하는 것이라고 불평했다.

##### White Lives Matter
White Lives Matter는 Black Lives Matter에 대응하여 만들어진 행동주의 단체다. 2016년 8월 남부빈곤법률센터가 증오단체 명단에 'White Lives Matter'을 추가했다. 이 단체는 영국에서도 활동해 왔다. 버지니아주 찰러츠빌에서 열린 2017 유니테 더 라이트(United the Right) 집회 당시 성화를 휘둘러 온 알트우파 시위대가 "백인생존재" 구호를 외쳤다. 2017년 10월 28일 테네시주에서는 수많은 '백인관계' 집회가 열렸다. 특히 셸비빌에서는 시위자들이 미들 테네시주로 이주하는 이민자들과 난민들의 증가에 대응하여 그들의 움직임을 정당화했다.

##### Disinformation
ADL은 "2020년 6월 중순"에서 사람들에게 '보이는 백인을 죽이라고 지시하는 스티커를 붙인 게시물이 페이스북과 트위터에 퍼지는 등 BLM에 대한 혐오감을 확산시키기 위한 수많은 시도들을 보도했다. 스티커에는 #BlackLivesMatter와 #Antifa"라는 해시태그가 포함됐다. 텔레그램에서는 "백인우월주의 채널이 회원들에게 선전을 배포하도록 장려했다"고 보도했다.2020년 6월 4찬에서 시작된 또 다른 악감정 캠페인은 트위터에서 #AWHitesAreNazis (#AWAN)의 유행하는 해시태그를 얻는 것을 목표로 했다. 주최측은 '#BlackLivesMatter'나 #BLM과 같이 #AWAN 해시태그'가 포함된 트윗이 많은 해시태그를 주문하기를 희망했다. 전문가들에 따르면, 이 캠페인의 지지자들은 긴장을 고조시키고 백인 우월주의 가속주의를 조장하기를 희망했다.

## 같이 보기
- 흑표당
- 정체성 정치
- 미국의 인종차별
- 로드니 킹
- Stop Asian Hate

## 참고 문헌
- Bonilla, T., & Tillery, A. (2020). "Which Identity Frames Boost Support for and Mobilization in the #BlackLivesMatter Movement? An Experimental Test." American Political Science Review(BlackLivesMatter 운동에서 어떤 정체성 프레임이 지지와 동원을 촉진하는가? )
- Cobb, Jelani (2016년 3월 14일). “The Matter of Black Lives”. 《The New Yorker》.(흑인 인권 문제)
- Cole, Teju (2016년 7월 26일). “The Superhero Photographs of the Black Lives Matter Movement”. 《The New York Times Magazine》.(흑인 인권 문제 운동의 영웅 사진사)
- Hayward, Clarissa Rile. 2020. "Disruption: What Is It Good ?" The Journal of Politics.(분란: 무엇이 좋은가?)
- Hooker, J. (2016). Black Lives Matter Forand the Paradoxes of U.S. Black Politics: From Democratic Sacrifice to Democratic Repair. Political Theory, 44(4), 448–469.(미국 흑인 정치의 역설과 흑인의 삶: 민주 희생에서 민주 수리에 이르기까지)
- Lebron, Christopher J. 2017. The Making of Black Lives Matter: A Brief History of An Idea. Oxford University Press. 보관됨 2018-12-11 - 웨이백 머신
- Miller, Lisa L. (2016년 8월 5일). “Black Activists Don't Ignore Crime”. 《The New York Times》.
- Stephen, Bijan (November 2015). “Social Media Helps Black Lives Matter Fight the Power”. 《Wired》.
- Stevens, Melissa (2016년 7월 28일). “I'm a GOP Delegate and I Wore a 'Black Lives Matter' Shirt to the RNC”. 《Time》.
- Tillery, Alvin. 2019. "What Kind of Movement is Black Lives Matter? The View from Twitter." Journal of Race, Ethnicity, and Politics
- Towler, C., Crawford, N., & Bennett, R. (2020). Shut Up and Play: Black Athletes, Protest Politics, and Black Political Action. Perspectives on Politics, 18(1), 111–127.

### Bibliographies
- Bernard, Marie Lyn (2014). “#BlackLivesMatter: A Longform Reading List”. 《Autostraddle》. USA.
- Cheng, Selina (July 2016). “The complete summer reading syllabus on Black Lives Matter”. 《Quartz》.
- Oakland Public Library (2014). “Listen, Learn, Participate: A #BlackLivesMatter Resource Series”. California. 2016년 9월 16일에 원본 문서에서 보존된 문서. 2020년 10월 3일에 확인함. (Bibliography)
- Teller, Malcolm (July 2016). “Black Lives Matter Reference Guide” – Medium 경유.